# Leslie Miller
Leslie Miller, född 24 mars 1948, är en friidrottare från Bahamas. Han deltog vid olympiska sommarspelen 1968.